# Литовсько-польський кордон
Литовсько-польський кордон існує з 11 березня 1990 року, коли Литва проголосила відновлення незалежності. До того на тому ж місці проходив кордон між Польщею та Литовською РСР.
У військовій доктрині НАТО цей кордон іменують Сувальським коридором (англ. Suwalki gap) — він має стратегічне значення через те, що це єдине сухопутне сполучення між країнами-членами ЄС і НАТО та балтійськими країнами з однієї сторони, а також вузькою ділянкою землі, що відділяє російський анклав Калінінградської області від Білорусі.

## Історія
Після Другої світової війни керівництвом СРСР розглядалися варіанти адміністративних змін поряд з цим кордоном у зв'язку з інтеграцією німецького міста Кенігсберг, що було отримане як контрибуція, до Радянського союзу. За одним з проектів, Кенігсберг з областю навколо мав відійти Білоруській РСР, і Литовська РСР мала передати частину районів, прилеглих до кордону, до Білорусі, для забезпечення сухопутного з'єднання.